# جورج رايت (لاعب كرة قدم أمريكية)
جورج رايت (بالإنجليزية: George Wright)‏ هو لاعب كرة قدم أمريكية أمريكي، ولد في 3 مارس 1947 في هيوستن في الولايات المتحدة.

## وصلات خارجية
- جورج رايت على موقع مرجع كرة القدم المحترفة.كوم (الإنجليزية)
- جورج رايت على موقع JustSportsStats.com (الإنجليزية)